# Chiesa di Santa Maria a Ricorboli
La chiesa di Santa Maria a Ricòrboli è un luogo di culto cattolico che si trova in via Carlo Marsuppini a Firenze.

## Storia

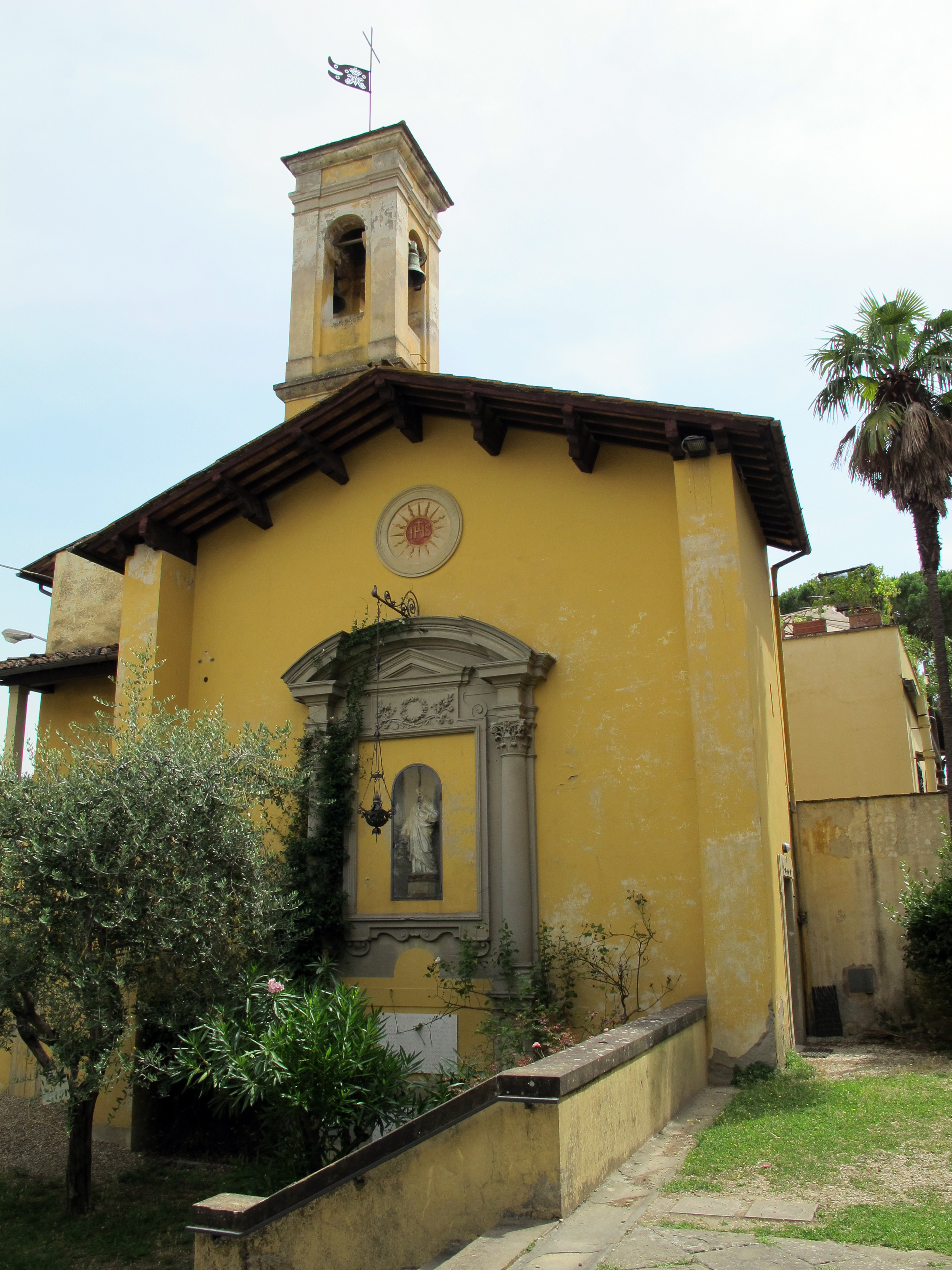
L'altare e il campanile della chiesa barocca

Il toponimo Ricorboli deve il suo nome al boghetto di case che sorgeva poco fuori le mura di Firenze, presso il ruscello Rio Corbulo, citato in documenti almeno dal 1184 e che scendeva dalla fonte di Gamberaia a Montici gettandosi in Arno nei pressi dell'attuale piazza Ferrucci.
Nel luogo dove sorge la chiesa si ha notizia fin dal XII/XIII secolo della presenza di un romitorio con annesso oratorio e un piccolo ospedale, patronato dalla famiglia Mozzi e poi anche dagli Ardinghelli, per i pellegrini che giungevano a Firenze per la via che collegava Porta San Niccolò con Bagno a Ripoli e la via "sott'Arno" per Arezzo. L'oratorio ospitò una comunità di benedettine (1365/1373) e dopo la soppressione da parte di Eugenio IV, gli eremitani di sant'Agostino che vi eressero un romitorio con oratorio dedicato a Maria. Nel 1478 i Bardi di Vernio sovvenzionarono la costruzione di una chiesa, che nel 1585 fu affidata ad una confraternita laica, detta Compagnia di Ricorboli.
La compagnia fu soppressa da Pietro Leopoldo nel 1788, facendo della chiesetta una parrocchiale, che faceva riferimento alla ormai ampia comunità che viveva fuori Porta San Niccolò.
Della chiesa antica oggi resta la Madonna, frammento di tavola a fondo oro che alcuni attribuiscono allo stesso Giotto (con datazione tarda, al 1328-1333) o alla sua bottega (con datazione al 1335 circa). Tale immagine fu oggetto di grande venerazione dopo che venne adorata da Pio VII in sosta durante il suo viaggio di ritorno dalla Francia, il quale concesse l'indulgenza plenaria a chi visitava la chiesetta, coma ricorda anche l'iscrizione latina sull'antico portale, oggi posta a destra della cancellata di accesso. Con riferimento alla visita del pontefice in viaggio, la Madonna venne da allora detta "del Rifugio" o, secondo un'altra tradizione, "delle Rose".
Vista la crescita della popolazione locale, la chiesa abbisognò di un radicale ingrandimento, che venne messo in opera alle spalle dell'antica chiesetta, secondo un progetto dell'architetto Enrico au Capitaine, messo in opera tra il 1906 ed il 1926, anno in cui avvenne la consacrazione alla presenza del vescovo di origine fiorentina Agostino Zampini.
La chiesetta originaria, posta tra l'attuale ingresso e la cancellata d'ingresso, fu demolita nel 1930 per semplificare l'accesso. Un anno dopo veniva però inaugurato il tabernacolo a sinistra della facciata, che ingloba quello che era l'altare maggiore dell'edificio. Anche il campanile, a pianta quadrata, è antico.

## Descrizione

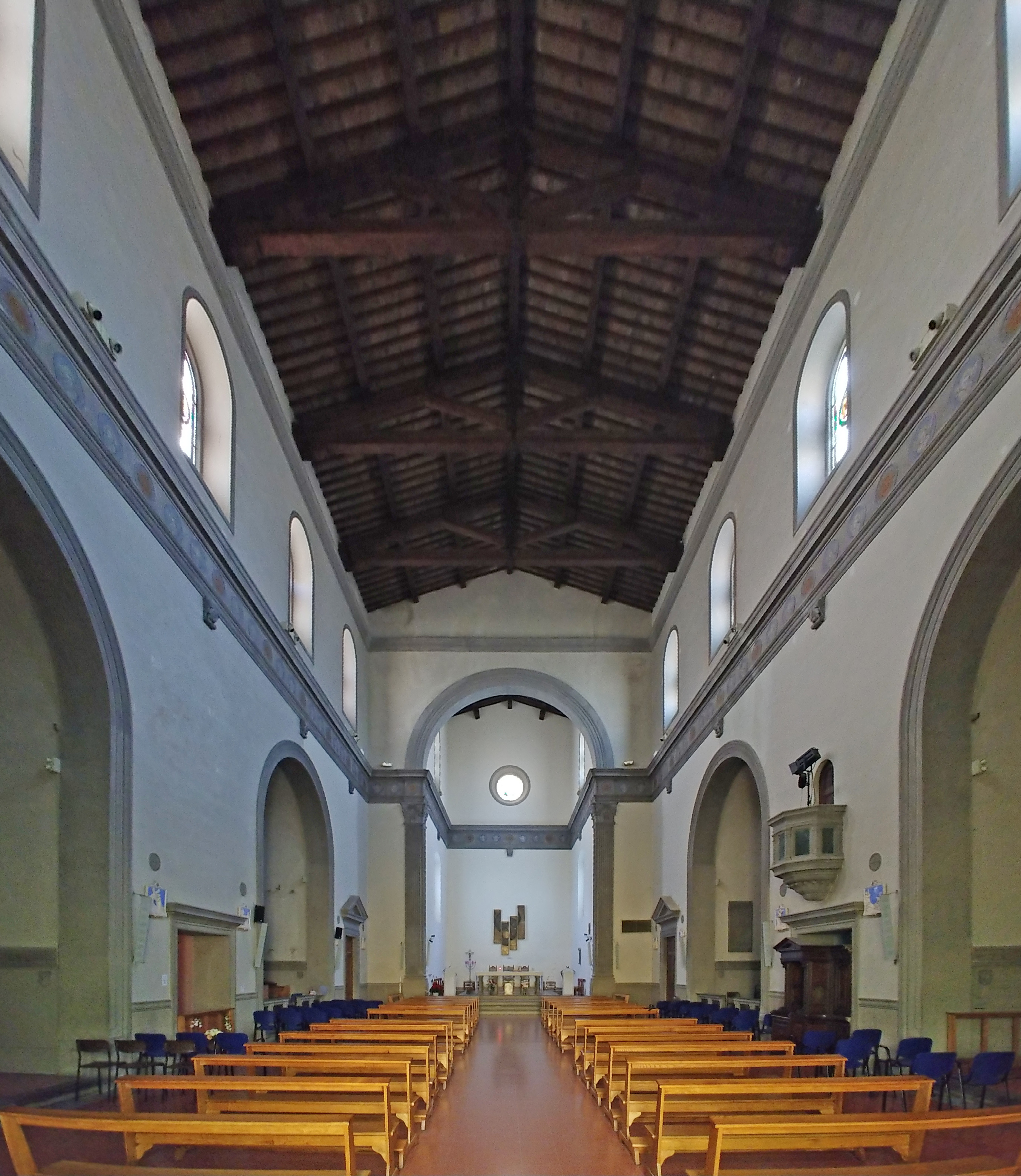
Interno

La semplice facciata è a pietra a vista, con portale centrale e oculo. L'interno, a navata unica con due cappelle per lato, mostra un chiaro omaggio all'architettura brunelleschiana, col ricorso alla pietra serena e agli intonaci bianchi. In cima ai pilastri corre un fregio continuo, con angeli alternati al monogramma di Cristo. Le finestre hanno vetrate della vetreria Polloni, con l'Incoronazione della Vergine (facciata), la Trinità (abside), Angeli, Santi ed Evangelisti (ai lati).
In seguito alla riforma liturgica del concilio Vaticano II, anche per riparare ai danni dell'alluvione del 1966, furono apportate alcune modifiche all'assetto della chiesa. All'altare venne inoltre collocata un'opera simbolica con figure geometriche todeggianti e scomposte, a simbolo delle comunità dei fedeli che si ricompongono attorno al sacramento eucaristico. In quell'occasione venne spostato in sagrestia il grande Crocifisso in gesso verniciato di Giuseppe Gronchi (1929).
All'interno, entro una cappella ricavata dallo spazio del confessionale sinistro, si conserva una pittura su tavola attribuita a Giotto e bottega raffigurante la Vergine con in braccio Gesù bambino, detto Madonna del Rifugio (1335 circa). Il dipinto, custodito nell'antica chiesa, godeva di grande venerazione e nel 1805 le rese omaggio anche il papa Pio VII di ritorno dalla Francia, concedendo a quanti avessero visitato la Madonna del Rifugio l'indulgenza plenaria.
Sugli altari laterali alcune opere degli anni Venti-Trenta: da destra, in senso orario, Sant'Antonio da Padova di Alfonso Testi, la cappella dei Caduti con tela di Giuseppe Fraschetti (1927), un ciborio di Romano Lucacchini, la tela di Pio VII che venera la Madonna del Rifugio alla presenza del parroco Angelo Giorgi e di un chierichetto sullo sfondo del panorama di Firenze di Baccio Maria Bacci (1928), e il San Giuseppe con Gesù Bambino di Gaetano Ciampalini (1937), posta sopra il fonte battesimale col Battista bronzeo di Giovanni Battista Naldini.